# Det Kongelige Slott
Det Kongelige Slott eller blot Slottet er et norsk slot, der fungerer som hovedresidens for Norges kongefamilie. Slottet er beliggende på Henrik Ibsens Gate 1 i det centrale Oslo. Det blev opført 1825-1849 og skulle have været residens for Karl Johan, der dog ikke nåede at se det færdigt.
Indtil slottet stod færdigt, anvendte medlemmerne af Bernadotte-familien Paleet som sin bolig; en ejendom i Oslo, der blev foræret til staten i 1805 som kongelig residens.
Dele af slottet er åbent for publikum i sommermånederne.